# Rafael Carrasco Garrorena
Rafael Carrasco Garrorena (Badajoz, 28 settembre 1901 – Badajoz, 16 dicembre 1981) è stato un astronomo spagnolo.
Fratello minore di Pedro, anch'egli astronomo, fu professore all'Università Complutense di Madrid e vice direttore dell'Osservatorio di Madrid. Tra il 1939 e il 1943, a seguito della guerra civile, venne radiato dalla cattedra. Dopo la reintegrazione rimase in servizio fino al 1952.
Il Minor Planet Center gli accredita la scoperta dell'asteroide 1644 Rafita effettuata il 16 dicembre 1935.
Ha inoltre scoperto la cometa C/1932 H1 Carrasco.